# Église Sainte-Christine de Lamanère
Pour les articles homonymes, voir Sainte-Christine.
L'église Sainte-Christine de Lamanère est une église romane située à Lamanère, dans le département français des Pyrénées-Orientales.

## Situation
L'église Sainte-Christine est située à une altitude de 946 m au sud-est du village de Lamanère. On y accède par un petit sentier qui part du bout de la rue Sainte-Christine. Par sa position, elle est l'église la plus méridionale de la France continentale, juste devant l'église Saint-Michel de Villeroge et l'église Saint-Sauveur de Lamanère, toutes deux situées à proximité.

## Histoire
L'église Sainte-Christine est citée dès le XVe siècle.